# جوهاد فيريتي
جوهاد فيريتي (بالإيطالية: Johad Ferretti)‏ (30 مايو 1994 بمارسيليا في فرنسا - ) هو لاعب كرة قدم إيطالي في مركز الدفاع. شارك مع منتخب إيطاليا تحت 19 سنة لكرة القدم ومنتخب إيطاليا تحت 20 سنة لكرة القدم. أما مع النوادي، فقد لعب مع إيه سي ميلان ونادي بينيفينتو ونادي سبال وFC Matera ‏ وUC AlbinoLeffe ‏.

## وصلات خارجية
- جوهاد فيريتي على موقع قاعدة بيانات كرة القدم.إي يو (الإنجليزية)
- جوهاد فيريتي على موقع Soccerway.com (الإنجليزية)